# محوطه سنگ‌شیر
محوطه سنگ شیر مربوط به دوره اشکانیان است و در همدان، جنوب شرقی دامنه تپه مصلی، میدان سنگ شیر واقع شده و این اثر در تاریخ ۲۳ فروردین ۱۳۴۶ با شمارهٔ ثبت ۷۴۹ به‌عنوان یکی از آثار ملی ایران به ثبت رسیده است.